# Neobarynotus
Neobarynotus is een geslacht van straalvinnige vissen uit de familie van karpers (Cyprinidae).

## Soort
- Neobarynotus microlepis (Bleeker, 1851)